# NGC 466
NGC 466 est une vaste galaxie lenticulaire située dans la constellation du Toucan. NGC 466 a été découverte par l'astronome britannique John Herschel en 1836.

## Caractéristiques
Sa vitesse par rapport au fond diffus cosmologique est de 5 138 ± 27 km/s, ce qui correspond à une distance de Hubble de 75,8 ± 5,3 Mpc (∼247 millions d'al).

## Groupe de NGC 434
Cette galaxie fait partie du groupe de NGC 434. Ce groupe de galaxies comprend au moins 10 galaxies, dont les plus importantes sont NGC 434, NGC 440, NGC 466, NGC 484 et IC 1649.